# Kanton Flogny-la-Chapelle
Kanton Flogny-la-Chapelle (fr. Canton de Flogny-la-Chapelle) byl francouzský kanton v departementu Yonne v regionu Burgundsko. Skládal se ze 14 obcí. Zrušen byl po reformě kantonů 2014.

## Obce kantonu
- Bernouil
- Beugnon
- Butteaux
- Carisey
- Dyé
- Flogny-la-Chapelle
- Lasson
- Neuvy-Sautour
- Percey
- Roffey
- Sormery
- Soumaintrain
- Tronchoy
- Villiers-Vineux